# Cavall Akhal-Teke
El cavall Akhal-Teke és una raça relacionada amb l'extingit cavall turcman, criada en l'actualitat a Rússia i al Turkmenistan.

## Etimologia
La denominació Akhal-Teke deriva d'una zona geogràfica, Akhal, i d'una ètnia turcmana, els teke. Segons s'indica en l'article Akhal Tekke: Akhal Tekke fou el nom que va portar entre 1882 i 1890 un districte (uedz) de la província russa de la Transcàspia. El nom akhal es dona als oasis del vessant nord del Kopet Dagh i el Küren Dagh. Tekke és un nom tribal dels turcmans.
Als turons del Kopet-Dag, a prop d'Aşgabat, hi ha les restes arqueològiques de civilització parta de la ciutat de Nisa.

## Característiques
L'Akhal-Teke és un cavall esvelt d'alçada aproximada d'1,60 m en els mascles i 1,55 m en les eugues. L'aspecte general mostra un animal de línies allargades amb un coll llarg i prim, a vegades en forma de S, associat a un port alterós del cap.
El cap és lleuger i descarnat. Els ulls són grans i expressius. Les orelles, llargues i fines, se situen molt amunt. Els dors és llarg. Les extremitats són llargues i primes, amb tendons ben marcats. L'omòplat és llarg i en un angle correcte. El pit és profund i ovalat. La musculatura és més densa que voluminosa. La pell és molt fina i el pelatge és sedós. La cua i la crinera són més aviat escasses i el serrell és gairebé absent.

## Història
Els orígens dels cavalls Akhal-Teke semblen estar relacionats amb els cavalls que existien en la regió fa 3.000 anys coneguts amb diversos noms. La denominació més famosa és la de cavalls Niseus. De qualsevol manera, els orígens remots són difícils de precisar per manca de proves concloents. Fins al segle xvii, el concepte de raça en el sentit modern no existia. Les races s'identificaven amb zones geogràfiques i tipus definits per conformació, prestacions i utilitat.
Considerant la zona geogràfica, la regió d'Akhal està situada al sud de l'actual Turkmenistan. El territori del Turkmenistan ha estat poblat des de l'antiguitat. Les tribus turcmanes dedicades a la criança de cavalls van arribar al territori en temps remots, possiblement procedents de les muntanyes Altai, i es van establir als afores del desert de Karakum, i arribaren fins a Pèrsia, Síria i Anatòlia.
L'exèrcit rus va fer la seva entrada en el territori entre les dècades del 1860 i el 1870. El 1869, es va crear el port de Krasnovodsk, i ja el 1874 s'hi va consolidar la presència russa amb la creació del districte militar de Transcàspia. Annexionat per l'Imperi rus entre 1865 i 1885, el 1890 el control rus sobre Turkmenistan era complet.
Els cavalls de la tribu Teke eren molt semblants als cavalls turcmans criats en la veïna Pèrsia (Iran).

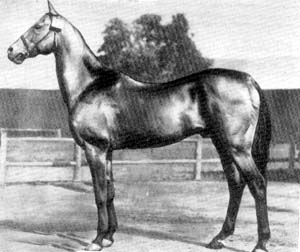
Conformació d'un cavall Akhal-Teke

Els Teke acostumaven a fer expedicions cap al sud, per robar i capturar esclaus. Cada guerrer portava dos cavalls: un cavall de sella de pura raça i un cavall de bast. La genealogia dels millors cavalls es conservava per tradició oral. I aquests cavalls no es venien de cap manera ni a cap preu.

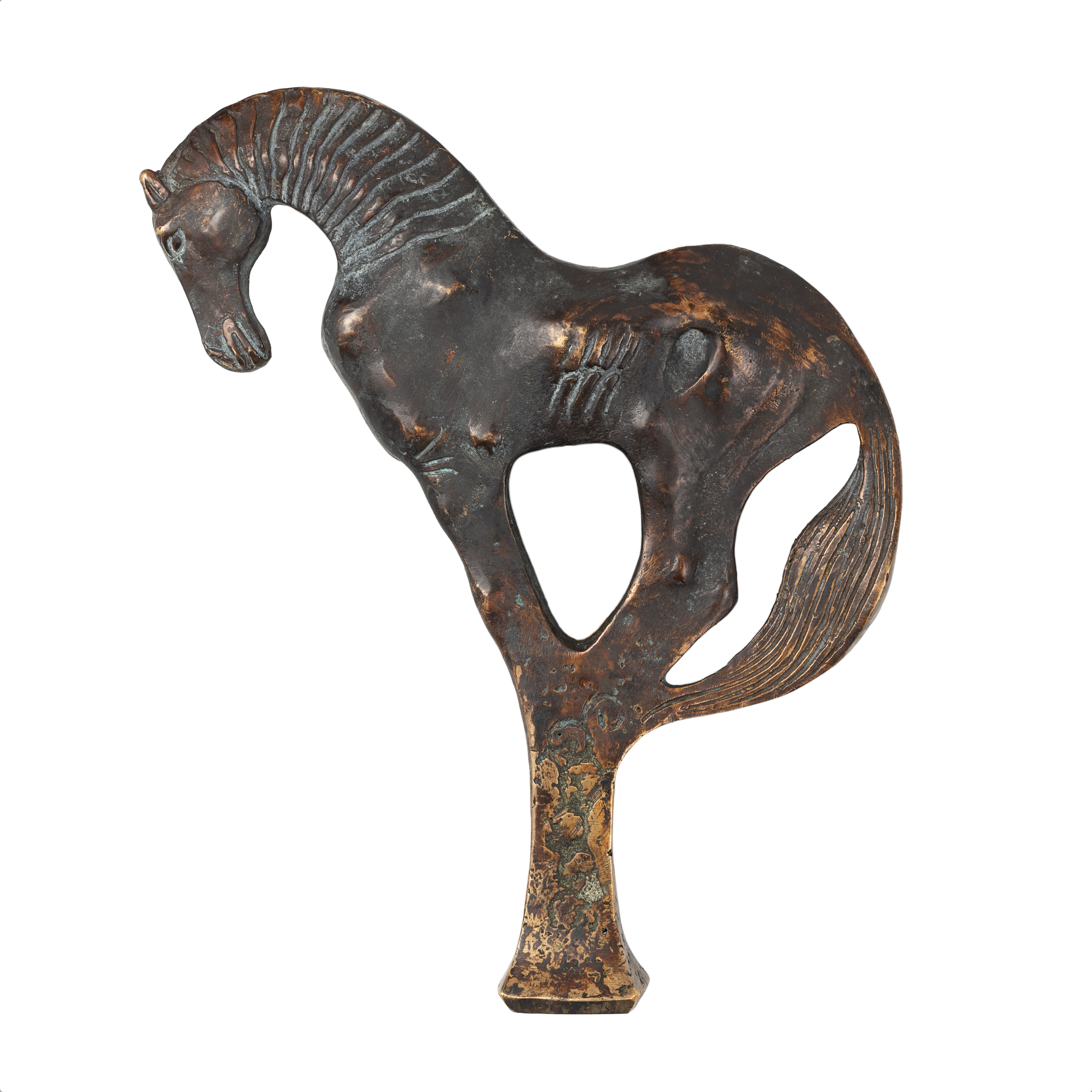
Cavall Akhal-Teke antic, bronze, segle IV-I aC. [https://bb.lv/statja/tehno/2020/05/12/nebesnye-koni

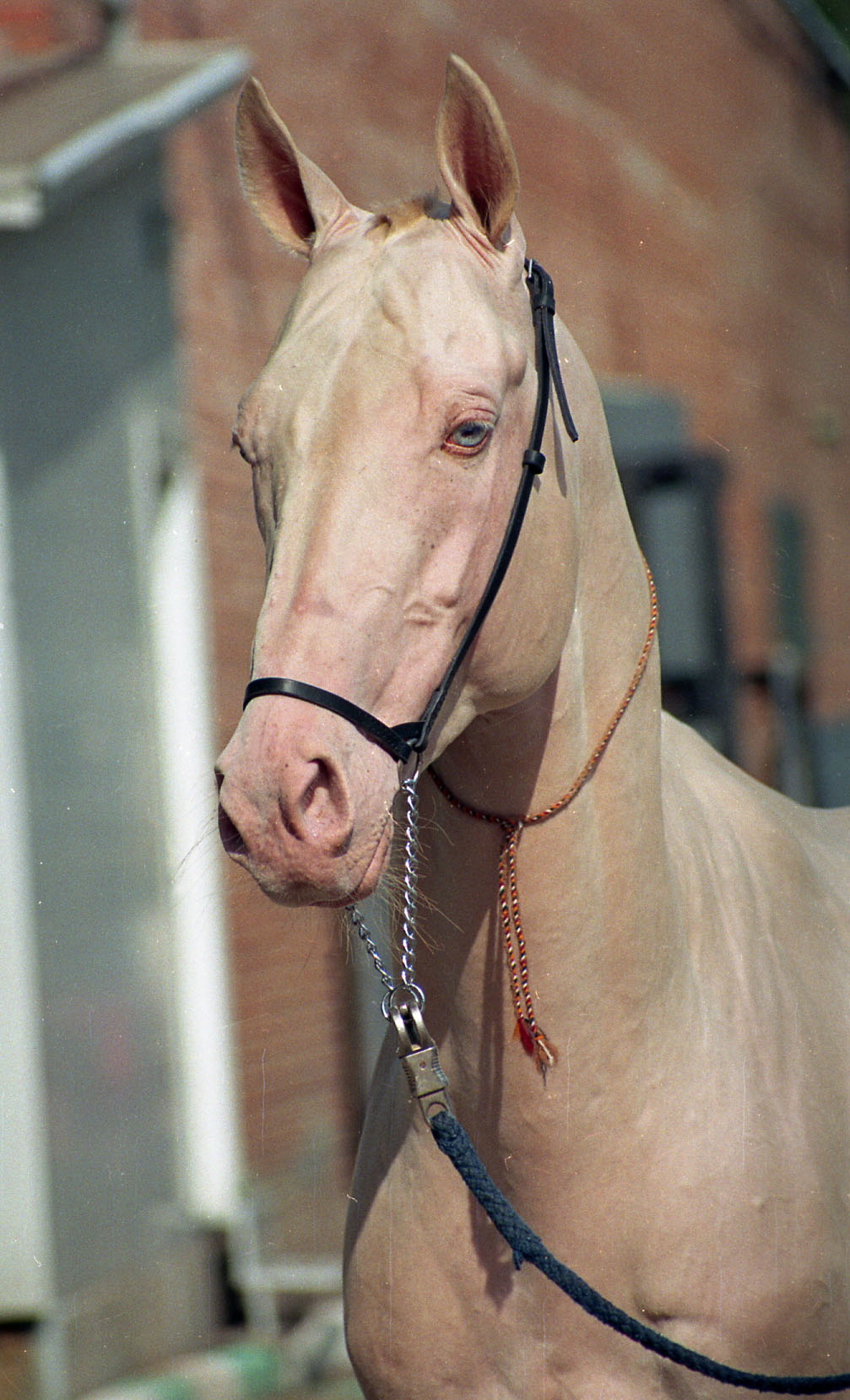
Cavall Akhal- Teke de pelatge crema

Un cop conquerit el Turkmenistan pels russos, el general Kuropatkin va aplegar uns quants cavalls Tekke i els va començar a criar en una eguassada. Els russos anomenaven aquells cavalls argamak, però Kuropatkin els designà amb el nom actual d'Akhal-Teke.

## Aptituds i usos principals
La raça Akhal-Teke és adequada per a gairebé totes les disciplines eqüestres, especialment les curses de resistència i el concurs complet. També ha demostrat una bona aptitud en Alta Escola. El cavall Abzent i el seu genet Serge Filatov guanyaren la medalla d'or en Alta Escola en els Jocs Olímpics de Roma del 1960, la medalla de bronze el 1964 i la medalla d'or el 1968. L'Akhal- Teke és un cavall de curses, amb bons moviments, bon saltador i una resistència excepcional. L'any 1935, un grup de cavalls Akhal-Teke feren el viatge d'Aşgabat a Moscou (de 4.150 km i travessant el desert de Kara-Kum) en 84 dies.
Com a raça milloradora, ha estat emprada amb èxit en nombrosos casos.

## Pelatges
Els cavalls de la raça poden presentar-se amb pelatges molt diferents. Dels quatre pelatges bàsics (negre, bru, castany, ros), el bru no s'esmenta específicament però és molt probable que estigui inclòs entre els pelatges negres i els castanys foscos. També hi ha pelatges diluïts dun i crema. I pelatges liarts.
Els cavalls amb pelatges diluïts crema simples o heterozigòtics (especialment els falbs-crema i els palominos) sovint mostren una tonalitat metàl·lica que fa que els pèls del cos semblin daurats. En els cavalls blancs (liarts canosos, cremes, perlins...) amb aquesta característica, els pèls semblen platejats.
No estan documentades altres dilucions ni patrons a part dels indicats. (En els cavalls turanians els pelatges descrits són més nombrosos. També hi ha una explicació de les causes de la tonalitat metàl·lica.) Hi ha referències indirectes a cavalls turcmans amb pelatges lleopards o pigats en altres temps. En l'actualitat, els pelatges pigallats no figuren en la raça Akhal-Teke.